# محمدتقی مدرس رضوی
محمدتقی مدرس رضوی (زادهٔ ۲۸ اسفند ۱۲۷۴ در مشهد ـ درگذشتهٔ ۲۸ آبان ۱۳۶۵ در تهران)، استاد ممتاز دانشگاه تهران بود.
محمدتقی مدرس رضوی علوم قدیمه را در مشهد فراگرفت و در سال ۱۲۹۹ به تهران آمد و به آموختن علوم جدید پرداخت.
وی پس از پدرش که از مدرّسان آستان قدس بود، سال‌ها به کار تدریس اشتغال داشت. در سال ۱۳۰۶ به خدمت وزارت فرهنگ درآمد و در مشهد و تهران به تعلیم علوم ادبی پرداخت. در آغاز تأسیس دانشگاه تهران به استادی برگزیده شد و در دانشکده‌های الهیات و ادبیات تدریس کرد و بازنشسته شد. در سال ۱۳۵۵ به استادی ممتاز دانشگاه تهران نائل آمد.

## زندگی‌نامه
محمدتقی مدرس رضوی در شب سه‌شنبه دوم شوال سال ۱۳۱۳ هجری قمری برابر با ۲۸ ماه اسفند سال ۱۲۷۴ هجری شمسی در مشهد زاده شده‌است. نسبت «مدرّس» به مناسبت منصب تدریس آستان قدس رضوی بوده که از زمان نادرشاه افشار در این خاندان از پدر به پسر به ارث رسیده و در سال ۱۲۹۹ ه‍.ق بعد از میرزا محمدعلی رضوی به مرحوم میرزا محمدباقر رضوی برادرزاده‌اش منتقل شده و میرزا محمدباقر، پدر بزرگوار استاد مدرس رضوی است و نخستین بار در سفرنامهٔ افضل‌الملک المعی کرمانی از میرزا محمدباقر به‌عنوان مدرس آستانه یاد شده و نوشته‌است: «... خزانة‌الأدب خلاصه زمانه مدرس آستانه ثمره شجره بوستان مرتضوی آقا سید باقرالرضوی سلمه‌الله». اما نسبت «رضوی» به مناسبت انتساب به حضرت رضا علیه‌السلام است که انساب این سلسله در کتاب «شجرهٔ طیبه» تألیف میرزا محمدباقر مدرس رضوی آمده و این کتاب با اضافات و تعلیقات به‌کوشش استاد مدرس رضوی به چاپ رسیده‌است. پدر استاد یعنی مرحوم میرزا محمدباقر رضوی، در شب هفدهم ربیع‌المولود هزار و دویست و هفتاد هجری قمری به‌دنیا آمده و در بامداد نهم ذی‌الحجهٔ سال ۱۳۴۲ ه‍.ق درگذشته و در زیرِ درِ حرم در مدخل دارالسیاده به خاک سپرده شده و عده‌ای از بزرگان علما و شعرا و شاگردانش دربارهٔ او مرثیه گفته‌اند از جمله مرحوم استاد بدیع‌الزمان فروزانفر قطعه‌ای در رثای او ساخته که مطلعش این است: «قطب دانش محمدباقر ـ بار بر بست از این جهان و بمرد». میرزا محمدباقر مدرس فقه و اصول تدریس می‌کرد و کتاب شرح لمعهٔ شهید و قوانین میرزای قمی کتابِ تدریس بود، در ماه رمضان هم بنا به خواهش طلاب تفسیر صافی ملامحسن فیض را درس می‌داد و کار تدریس را با علاقه و نظم و ترتیب انجام می‌داد و درسش کمتر تعطیل می‌شد، طالب علمان نیز با اشتیاق به درسش حاضر می‌شدند و حوزهٔ درس او از حوزه‌های پر جمعیت مشهد بود.
سیدمحمد تقی چون پیشتر فارسی و عربی را آموخته بود در کلاس چهارم دبستان پذیرفته شد و در اندک مدّتی به کلاس پنجم و ششم ارتقاء یافت و تا کلاس هفتم که کلاس عالی مدرسه بود رسید و چون معلمی و تدریس را به ارث برده و دروس را خوب فرا گرفته بود آن زمان که در کلاس ششم بود به شاگردان کلاس سوم حساب و فارسی و نحو و صرف درس می‌داد. در این مدارس دروس ادبی بیشتر تدریس می‌شد و معلمان فاضل و ادیب داشت مانند فضل‌الله بدایع نگار و سید حسین (موسوی نسل) ادیب بجنوردی و آقا شیخ حسن ادیب هروی که همه از محققان و ادیبان بنام و دارای تألیف و تصنیف بودند. آقای مدرس رضوی بعدها هم از درس ادیب بجنوردی استفاده کرده‌اند و ادیب بجنوردی از بزرگان معارف خراسان بود. چون در مدرسهٔ رحیمیه کلاس بالاتری گشایش نیافت آقای سید محمدتقی از مدرسه بیرون آمد و در جستجوی استادان ادب پرداخت که به مدرسهٔ نواب مشهد و خدمت استاد ادب آن روز گار، شادروان عبدالجواد ادیب نیشابوری راه یافت و او که طالب علمانی از این‌گونه را بسیار گرامی می‌داشت و به آنان با علاقه درس می‌داد، شاگرد تازه‌واردِ مشتاق را پذیرا شد و شاگرد نزد آن استاد مغنی و مطول و قسمتی از شرح منظومهٔ حاج ملاهادی سبزواری را خواند و بیست مقامه از مقامات حریری را در ایام ماه رمضان که درس تعطیل بود، به‌طور خصوصی از آن استاد فرزانه فراگرفت و شرح ارجوزهٔ جزری را در عروض و قافیه همین زمان آموخت و این شرح در عروض و قافیه سبب شد که شاگرد دانا و طالب علم و علاقه‌مند آن روز، خود از استادان مسلم علم عروض شود زیرا در آن وقت کتاب‌های دیگر نیز مطالعه کرده و تقریرات استاد ادیب را بر آنها افزوده و همان زمان کتابی در علم عروض تألیف کرده و به‌نظر استاد رسانده و مورد تحسین قرار گرفته و نسخه‌ای از این کتاب را به کتابخانهٔ آستان قدس رضوی تقدیم داشته که در آنجا مضبوط است دیوان ادیب هم در حدود پنج هزار بیت به خط آقای مدرس رضوی نوشته شده که در دسترس نیست. ادیب مقالات سیاسی می‌نوشته و اشعار سیاسی نیز می‌گفته‌است.
در آن روزگار که حوزهٔ علوم ادبی به پرتو وجود امثال ادیب نیشابوری روشن بود و حوزه‌های علوم دینی بزرگانی داشت که از آنان نام خواهیم برد، علوم ریاضی مدرّسی متبحر و دانشمندِ علامه‌ای داشت چون میرزا عبدالرحمن مدرس که علاوه بر استادی ریاضیات در ادب و حکمت و فقه و کلام از سرآمدان و معاریف به‌شمار می‌رفت، او تحریر اقلیدوس و مجسطی را نزد پدرش میرزا نصرالله شیرازی آموخته و آن‌گاه به درس نجم‌الدوله رفته بود. این استاد بزرگ ریاضی یعنی میرزا عبدالرحمن بنا به خواهش پدر آقای مدرس رضوی، ایشان را به شاگردی پذیرفته و جبر آقاخان و هندسهٔ مهندس‌الملک را که کتاب درسی این رشته بود به شاگرد آموخت و پس از آن تشریح‌الأفلاک و خلاصة‌الحساب و چهار مقاله از تحریر اقلیدوس را درس داد.
در موقعی که دانشمند معروف سیدحسن مشکان طبسی در مشهد بوده آقای مدرس رضوی دو ماه نزد او شرح منظومه آموخته‌اند.
استاد مدرس رضوی پس از این‌که از سرچشمهٔ ادب و ریاضیات سیراب شد روی به آموختن علم دین آورد و نزد پدر خود شرح لمعه در فقه و قوانین را در اصول فرا گرفت و به‌اصطلاح طلاب برای درس خارج فقه و اصول در محضر حاج آقا حسین قمی و آقا میرزا محمدآقازاده خراسانی حاضر شد و استفاده کرد. در آن اوقات حوزه‌های علوم دینی مشهد استادان دیگری نیز داشت که آقای مدرس رضوی از محضر آن‌ها استفاده می‌کرد از آن جمله مرحوم شیخ حسن بررسی بود که فوائد شیخ مرتضی انصاری تدریس می‌کرد و ملا آقابزرگ سرابی شرح لمعه در منزل خود می‌گفت و سیدعلی سیستانی در آستانه و همچنین مرحوم میرزا مرتضی مجتهد سجادی (نیای نگارنده متوفی ۱۳۵۱ ه‍.ق) مکاسب تدریس می‌کرد؛ و استاد مدرس رضوی چنان‌که می‌گویند بیشتر اوقات حتی برای مشورت در امور زندگانی از پدر بزرگ نگارنده ارشاد و راهنمایی می‌خواسته و هنگامی که برای تدریس و نظامت مدرسهٔ عالی سپهسالار در سال ۱۳۱۰ شمسی دعوت شده و در این‌باره دچار تردید بوده‌اند مرحوم میرزا مرتضی سجادی ایشان را به مسافرت تشویق و ترغیب کرده‌است و این روش تدریس قدیم بود که استادان شاگردان و طالب علمان را در بسیاری از امور راهنمایی و ارشاد می‌کردند و در راه زندگی نیز راهنما و هادی آنان بودند. اما این شیفتهٔ دانش و ادب و حکمت نمی‌توانست در مشهد باشد و درس حکمت و فلسفه آقابزرگ حکیم شهیدی (میرزا عسکری) را فرا نگیرد، زیرا آقابزرگ حکیم شهیدی از بزرگان حکمت و فلسفه و از مفاخر خراسان به‌شمار می‌رفت و حدود بیست و سه سال از ۱۳۳۳ ه‍.ق تا ۱۳۵۵ ه‍.ق در منزل خود درس می‌گفت و شرح قوشجی بر تجرید و شرح خواجه بر اشارات شیخ‌الرئیس و شوارق و شواهد الربوبیه و مبدأ و معاد و شرح هدایة ملاصدرا و شرح منظومهٔ حاج ملاهادی و اسفار ملاصدرا را تدریس می‌کرد و این حکیم بزرگ در جمادی الأخری ۱۳۵۵ ه‍.ق مطابق با سال ۱۳۱۵ هجری شمسی در گذشت و در دامنهٔ کوه سنگی مشهد مدفون شد.
باری محمدتقی مدرس رضوی نزد حکیم عالیقدر آقابزرگ شهیدی شرح هدایة ملاصدرا و مقداری از شرح اشارات خواجهٔ طوسی را قرائت کرد و فراگرفت. وی به تشویق پدرش به آموختن زبان فرانسوی پرداخت و در سال ۱۳۳۸ ه‍.ق با اجازهٔ پدر به تهران سفر کرد و در محضر خاتم‌الحکما میرزا محمدطاهر تنکابنی (وفات ۱۳۶۰ ه‍.ق) حاضر شد و قسمتی از طبیعیات شفا و کلیات قانون ابوعلی سینا را بر آن بزرگ خواند و اجازهٔ تدریس آن‌هارا گرفت، کتاب بصائر نصیریه در منطق تألیف عمر بن سهلان ساوی را به خط خویش نوشت و بر استاد قرائت کرد و شرح اشارات خواجه را نیز از او فرا گرفت؛ و چون در تهران باز هم فرصتی داشت برای تکمیل زبان فرانسه و استفاده از کتب آن زبان، به مدرسهٔ آلیانس فرانسه رفت و در زبان توفیق کامل یافت. پس از سه سال و چند ماه از تهران به مشهد رفته و پس از مرگ پدر در ۱۳۴۲ ه‍.ق منصب تدریس آستان قدس به ایشان محوّل شد و ایشان تدریس طلاب را در رشته‌هایی که آموخته بودند آغاز کردند و چندی بعد از طرف مرحوم سیدمحمد تدیّن مأمور تدریس در مدرسهٔ دانش مشهد شدند که نخستین مدرسه متوسطه (دبیرستان) آن شهر بود و در همین زمان تحقیق اوقاف خراسان را نیز انجام می‌دادند. او در سال ۱۳۱۰ شمسی مدرسهٔ عالی سپهسالار به وزارت فرهنگ واگذار شد و استاد مدرس رضوی به تهران منتقل و به سمت معلم و ناظم آن مدرسه منصوب شدند و در مدارس دارالفنون و علمیه و شرافت و معرفت نیز تدریس زبان فارسی می‌کردند و مدّتی بعد باز به خراسان انتقال یافته و ریاست و معلمی دبیرستان دانش را بر عهده گرفتند و پنج سال این شغل را ادامه دادند و دو سال هم ضمن کارهای خود در دبیرستان نظام مشهد تدریس داشته و در تحقیق اوقاف نیز خدمت کردند. او در سال ۱۳۱۷ به‌دستور جناب آقای علی‌اصغر حکمت به تهران آمده و مدیر داخلی و معلم دانشکدهٔ معقول و منقول شدند، و چون پس از آقای حکمت در ابتدای وزارت مرحوم مرآت دانشکده معقول و منقول منحل شد، ایشان به دانشکدهٔ ادبیات دانشگاه انتقال یافتند و برای جبران کسری حقوق ایشان به‌دستور وزارت معارف همکاری لغت‌نامهٔ دهخدا به خدمات استاد اضافه شد و دو سال در این خدمت بودند و چون دانشکدهٔ معقول و منقول بار دیگر گشایش یافت چند ساعت هم در آنجا تدریس به‌عهده گرفتند. تا سال ۱۳۲۸ شمسی با رتبهٔ دبیری خدمت می‌کردند و در این سال هنگام طرح بودجهٔ کل کشور به شورای دانشگاه اختیار داده شد، به کسانی که ده‌سال سابقهٔ تدریس در دانشگاه دارند رتبهٔ دانشیاری یا استادی بدهند و به ایشان رتبهٔ هشت استادی داده شد امّا با حقوقی که می‌گرفتند تطبیق کردند و رتبهٔ سه استادی دادند و پس از دو سال ابلاغ‌های سابق را لغو کردند و رتبهٔ ده استادی به ایشان دادند.
استاد در اردیبهشت‌ماه سال ۱۳۴۴ به افتخار بازنشستگی نایل آمدند و دو سال دیگر هم تدریس کردند. در بهمن ماه ۱۳۵۵ از طرف دانشگاه تهران منشور استادی ممتاز به ایشان اعطا شد.
وی در ۲۸ آبان ۱۳۶۵ در سن ۹۱ سالگی درگذشت.

## آثار
1. تصحیح دیوان سنائی
2. حدیقةالحقیقه از سنائی
3. تعلیقات حدیقةالحقیقه
4. مثنوی‌های حکیم سنائی
5. تصحیح المعجم فی معاییر اشعار العجم
6. تصحیح تاریخ بخارا، ابوبکر محمدبن جعفر النرشخی
7. تصحیح اساس‌الاقتباس خواجه نصیرالدین طوسی
8. احوال و آثار خواجه نصیرالدین طوسی
9. تصحیح دیوان انوری
10. تصحیح شرح مشکلات دیوان انوری، ابوالحسن حسینی فراهانی
11. تصحیح دیوان سید حسن غزنوی
12. ترجمهٔ میزان‌الحکمة عبدالرحمن خازنی
13. رسالهٔ آثار علوی، ابوحاتم مظفر اسفزاری
14. رسائل خواجه نصیرالدین طوسی
15. تصحیح مجمل التواریخ، ابوالحسن بن محمدامین گلستانه
16. تصحیح تنسوخ‌نامه ایلخانی، خواجه نصیرالدین طوسی
17. تاریخ مشهد رضوی
18. تاریخ رجال خراسان
19. شجرهٔ طیبه
20. سال‌شمار وقایع مشهد در قرن‌های پنجم تا سیزدهم[۱۳]
21. کارنامهٔ بلخ سنائی
22. بیست باب اسطرلاب خواجه نصیرالدین طوسی[۱۴]